# Павлов, Дмитрий Иванович (Герой Советского Союза)
Дмитрий Иванович Павлов (1907—1971) — старший сержант Рабоче-крестьянской Красной Армии, участник Великой Отечественной войны, Герой Советского Союза (1943).

## Биография
Дмитрий Павлов родился 11 ноября 1907 года в Москве. После окончания семи классов школы работал сначала на обувной фабрике «Буревестник», затем водителем троллейбуса на маршруте Б. В августе 1941 года Павлов был призван на службу в Рабоче-крестьянскую Красную Армию. С осени того же года — на фронтах Великой Отечественной войны. Служил водителем бронемашины в разведроте танковой бригады. Во время боёв под Тулой получил тяжёлое ранение в руку и бедро. Вернувшись на фронт, участвовал в боях на Дону и Сталинградской битве, неоднократно совершал вылазки за «языками».
К январю 1943 года гвардии старший сержант Дмитрий Павлов командовал взводом разведки 201-го гвардейского стрелкового полка 67-й гвардейской стрелковой дивизии 65-й армии Донского фронта. 28 января 1943 года в боях за Казачий курган под Сталинградом Павлов заменил собой погибшего командира роты и поднял её в атаку, отбросив противника. Рота под руководством Павлова успешно отразила две мощных немецких контратаки, нанеся большие потери противнику. В том бою Павлов был тяжело ранен в голову, но продолжал сражаться, пока противник не отступил.
Указом Президиума Верховного Совета СССР «О присвоении звания Героя Советского Союза начальствующему и рядовому составу Красной Армии» от 17 апреля 1943 года за «образцовое выполнение боевых заданий командования на фронте борьбы с немецкими захватчиками и проявленные при этом отвагу и геройство» гвардии старший сержант Дмитрий Павлов был удостоен высокого звания Героя Советского Союза с вручением ордена Ленина и медали «Золотая Звезда» за номером 933.

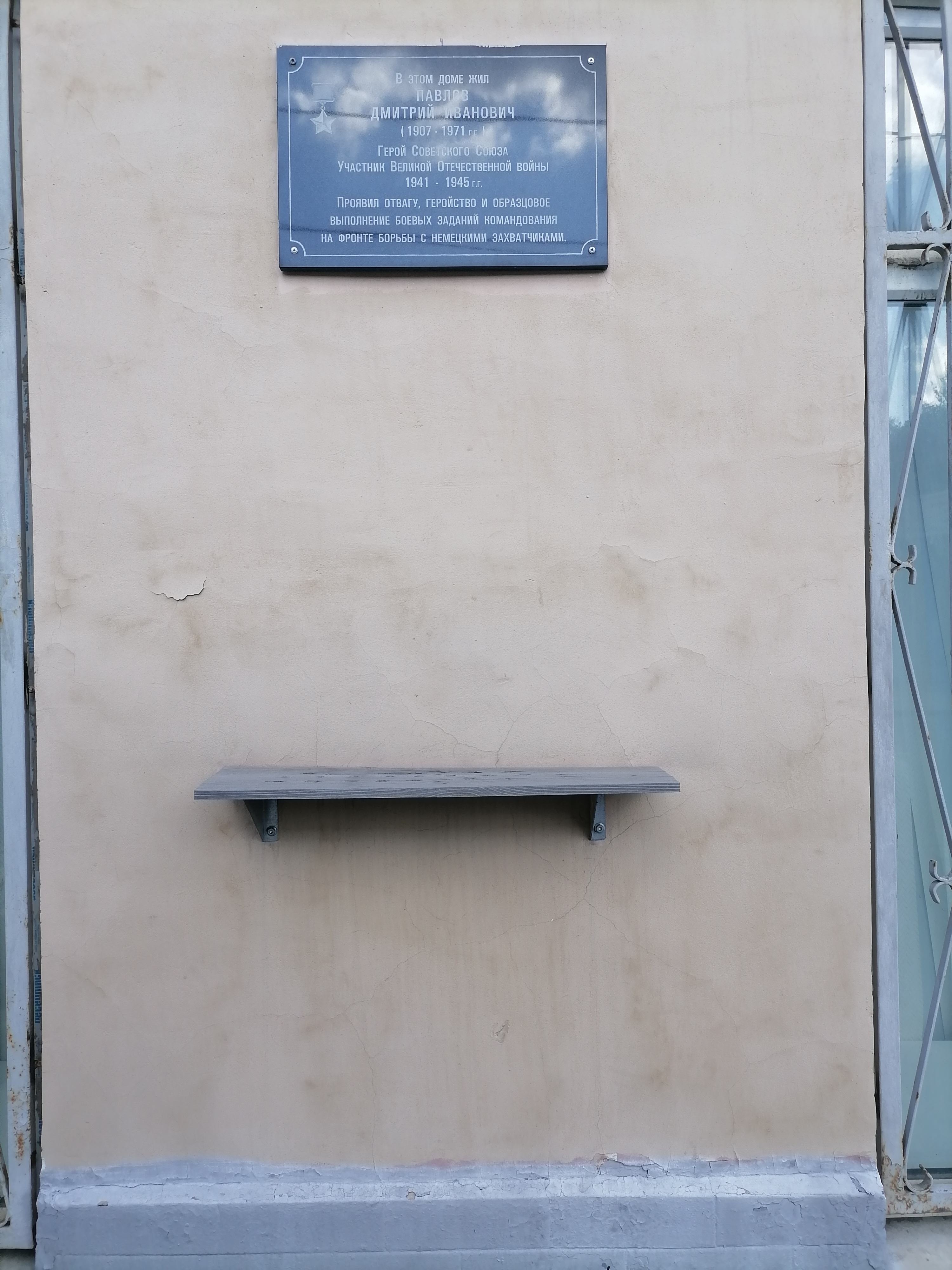
Мемориальная доска в Москве. Ул. Стромынка

В том же году Павлов был демобилизован по инвалидности. Проживал и работал в Москве. Умер 19 июня 1971 года, похоронен на Пятницком кладбище Москвы.
Был также награждён орденом Красной Звезды и рядом медалей.